# Finlands paviljong (1900)
Finlands paviljong vid världsutställningen 1900 i Paris planerades av arkitekterna Armas Lindgren, Herman Gesellius och Eliel Saarinen. 
Längs gatan  ”Nationernas gata” låg olika nationers egna paviljonger. De var både egenartade och olika till sin utformning. 
Bygget av den finländska paviljongen som en egen enhet vid sidan av Rysslands utställningar blev en viktig markering mot den pågående förryskningen. Finland kunde lyftas fram som en egen nation.
Albert Edelfelt kunde genom sina internationella kontakter medverka till att Ryssland lät Finland bygga sin egen paviljong. 
Men Ryssland krävde att det över ingången skulle stå att paviljongen hörde till den ryska sektionen och att det skulle finnas en flagga med den ryska tvåhövdade örnen. Symboler som sedan redigerades bort på fotografierna.

## Arkitektur
Finlands paviljong planerades av arkitekterna Armas Lindgren, Herman Gesellius och Eliel Saarinen. 
Paviljongen byggdes i gipsskivor och var utformad som en medeltida kyrka i Jugend med ett högt centraltorn. Centraltornet var byggt av tältduk. Paviljongen var 40 meter lång. Men bara 400 m². 
Centralkupolen pryddes invändigt av Akseli Gallen-Kallelas fyra fresker med motiv ur Kalevala; Ilmarinen plöjer en åker med ormar, Sampo smids, Sampos försvar och Hedendomen och kristendomen. Han erhöll en guldmedalj och två silvermedaljer för sina verk. Freskerna förstördes när paviljongen revs men rekonstruerades delvis senare i Finlands nationalmuseum. Den ursprungliga fresken med ormarna var en antirysk manifestation genom att ormarna hade de ryska färgerna och kejsarkrona. 
På ”altarets plats” om man tänker i kyrkorummet fanns ”Iris-rummet” som var ägnat finländsk design av möbler och konsthantverk bl.a. en rya av Gallen-Kallela.

### Utsmyckning
Dekorationerna på insidan var delvis antiryska.
I Finlands paviljong fanns bland annat verk avAkseli Gallen-Kallela. 
Många av nationens andra betydande konstnärer deltog i utsmyckningen av paviljongen. Där fanns verk av Pekka Halonen, Ville Vallgren, Juho Rissanen, Väinö Blomstedt, Magnus Enckell, Venny Soldan och Albert Gebhart.

### Utställningen
Mitt under Gallen-Kallelas fresker fanns paviljongens verkliga sevärdhet; en meteorit som fallit ner i Bjurböle året innan.
De industriella delarna visades i andra paviljonger, men i Finlands paviljong visade man annars upp konst och vetenskap. På det sättet ville man betona Finland som ett land med kunskap och vetande vid sidan av den vildmark som man också lyfte fram.
Till paviljongen beställde arkitekterna fyra björnar i gips av Emil Wikström. Björnarna fanns på paviljongens tak kring tornfoten. Meningen var att björnen skulle målas brun, men det glömde man bort att göra. Därför uppfattades de av besökarna som att det går isbjörnar på gatorna i Finland. En myt som länge levt kvar.
I paviljongen förevisades också konst av Eemil Halonen och Albert Edelfelt. Kuopioborna Lignell & Piispanen fick också pris för sin åkerbärslikör.

## Mottagande
Finlands paviljong var en av de första som blev klara. Den var den enda av de nordiska paviljongerna som man kunde besöka på invigningsdagen. Det bidrog till att journalister och presidenter besökte utställningen och därmed gav uppmärksamhet åt nationen. Paviljongen fick stor uppmärksamhet för sin arkitektur och många besökare, trots att den var liten. Dessutom var den belägen vid en sidogata. Men det bidrog säkert till det stora besökarantalet att den låg nära den rullande trottoaren.
Det gav också uppfattningen om effektivitet och pålitlighet att hallen stod färdig. Fadäsen med gipsbjörnarna och vildmarkstemat inne i paviljongen kom att skapa bilden av landet som ödemark, skog och man hade svårt att förmedla bilden av det teknologiska kunnandet som fanns i landet. Paviljongen betraktas som den finländska arkitekturens startpunkt.